# زینایدا آموسوف
زینایدا آموسوف (روسی: Зинаида Степановна Амосова؛ زادهٔ ۱۲ ژانویهٔ ۱۹۵۰) اسکی‌باز صحرانوردی اهل اتحاد جماهیر شوروی سوسیالیستی بود.